# Wolfgang Schneiderhan
Wolfgang Schneiderhan, född 26 juli 1946 i Riedlingen, är en pensionerad tysk general som var Tysklands försvarschef från 2002 till 2009.

## Biografi
Schneiderhan började sin militära karriär i tyska armén 4 april 1966 då han ryckte in som kadett vid en pansardivision. 2002 efterträdde han Harald Kujat på den högsta befattningen inom Bundeswehr, generalinspektörsposten.
Hans avgång följde på en kontrovers rörande tyska styrkors agerande i Afghanistan. 4 september 2009 hade en tysk styrka begärt ett flyganfall i närheten av Kunduz mot en konvoj av stulna tankbilar som befarades vara avsedda för självmordsanfall mot den tyska basen. Anfallet utfördes av amerikanskt stridsflyg och orsakade många civila dödsoffer. Schneiderhan och försvarsministern Franz Josef Jung anklagades i samband med detta för att ha undanhållit information kring de civila dödsoffren och vilselett medierna. Jungs efterträdare på försvarsministerposten, Karl-Theodor zu Guttenberg, krävde därför i november 2009 att såväl Schneiderhan som statssekreteraren Peter Wichert skulle lämna sina poster.